# Мерво, Бенце
Бе́нце Ме́рво (венг. Mervó Bence; 5 марта 1995, Мошонмадьяровар, Венгрия) — венгерский футболист, нападающий клуба «Шлёнск».

## Клубная карьера
Мерво — воспитанник клуба «Дьёр». 31 марта 2014 года в матче против «Мезёкёвешда» он дебютировал в чемпионате Венгрии. В 2015 году Бенце перешёл в МТК, но почти сразу же был выкуплен швейцарским «Сьоном». В начале 2016 года Мерво для получения игровой практики он на правах аренды перешёл в польский «Шлёнск». 19 марта в матче против «Руха» Бенце дебютировал в польской Экстраклассе. 9 апреля в поединке против «Краковии» он забил свой первый гол за «Шлёнск». В конце года заинтересованность в Мерво проявил московский «Локомотив».

## Международная карьера
В 2014 году в составе юношеской сборной Венгрии Мерво принял участие в домашнем юношеском чемпионате Европы. На турнире он принял участие в матчах против команд Австрии, Португалии и Израиля.В поединке против португальцев Бенце забил гол.
В 2015 году в составе молодёжной сборной Венгрии Мерво принял участие в молодёжном чемпионате мира в Новой Зеландии. На турнире он сыграл в матчах против команд Северной Кореи, Бразилии, Нигерии и Сербии. В поединках против корейцев, бразильцев и сербов Бенце забил пять мячей.